# Le Choix de Luna
Pour plus de détails, voir Fiche technique et Distribution.
Le Choix de Luna (Na Putu) est un film dramatique bosniaque réalisé et écrit par Jasmila Žbanić, sorti en 2010.

## Synopsis
Luna et Amar forment un couple très amoureux à Sarajevo. Tout pourrait être pour le mieux s’il n’y avaient les problèmes d’Amar avec l’alcool et la difficulté du couple à avoir un enfant. Ces problèmes s’avivent lorsqu’Amar perd son travail pour une faute professionnelle liée à son alcoolisme. Contre l’avis de Luna, il finit par accepter l’offre d’un ancien camarade d'armée converti au wahhabisme, qui lui propose un travail dans une communauté sur les bords du lac de Jablanica. Ce changement décisif va le conduire à une complète remise en question…

## Fiche technique
- Titre : Le Choix de Luna
- Titre original : Na Putu
- Titre international  :
- Titre allemand : Zwischen uns das Paradies
- Réalisation : Jasmila Žbanić
- Scénario : Jasmila Žbanić
- Production : Barbara Albert, Karl Baumgartner, Raimond Goebel, Damir Ibrahimovic, Leon Lucev et Bruno Wagner
- Société de distribution : Diaphana Distribution
- Musique : Brano Jakubovic
- Photographie : Christine A. Maier
- Montage : Niki Mossböck
- Costumes : Lejla Hodzic
- Pays d'origine : Bosnie-Herzégovine
- Langue originale : Bosniaque
- Genre : Drame
- Durée : 100 minutes
- Date de sortie :
  -  Bosnie-Herzégovine : 20 février 2010
  -  Allemagne : 2 septembre 2010
  -  France : 9 février 2011

## Distribution
- Zrinka Cvitešić: Luna, hôtesse de l'air
- Leon Lučev : Amar Hadzic, le compagnon de Luna
- Ermin Bravo : Bahrija, l’ami wahhabiste
- Mirjana Karanović : Nadja
- Jasna Beri : la grand-mère de Luna
- Nina Violić : Sejla, la meilleure amie de Luna, animatrice TV
- Sebastian Cavazza : Dejo, le compagnon de Sejla

## Autour du film
- Leon Lučev, qui interprète le rôle d'Amar, le compagnon de Luna, tenait déjà le rôle masculin principal dans Sarajevo, mon amour (Grbavica), le film multiprimé (Ours d'or à Berlin) de la même réalisatrice Jasmila Žbanić.
- Le titre original, Na Putu, signifie en bosniaque « être en chemin vers quelque chose ». Il a également une signification spirituelle servant à expliquer la recherche personnelle, l'introspection. Il sert aussi de référence à la grossesse de la femme, puisqu'un bébé est sur le chemin de sa naissance[1].
- Le film a obtenu le prix de la paix du film allemand ou prix Bernhard Wicki en 2010.